# Waterford (Califórnia)
Waterford é uma cidade localizada no estado americano da Califórnia, no condado de Stanislaus. Foi incorporada em 7 de novembro de 1969.

## Geografia
De acordo com o United States Census Bureau, a cidade tem uma área de 6,1 km², onde 6 km² estão cobertos por terra e 0,1 km² por água.

### Localidades na vizinhança
O diagrama seguinte representa as localidades num raio de 16 km ao redor de Waterford.

## Demografia
Segundo o censo nacional de 2010, a sua população é de 8 456 habitantes e sua densidade populacional é de 1 401,24 hab/km². Possui 2 665 residências, que resulta em uma densidade de 441,61 residências/km².